# Pseudolasius badius
Pseudolasius badius é uma espécie de formiga do gênero Pseudolasius, pertencente à subfamília Formicinae.